# 小浜海浜公園

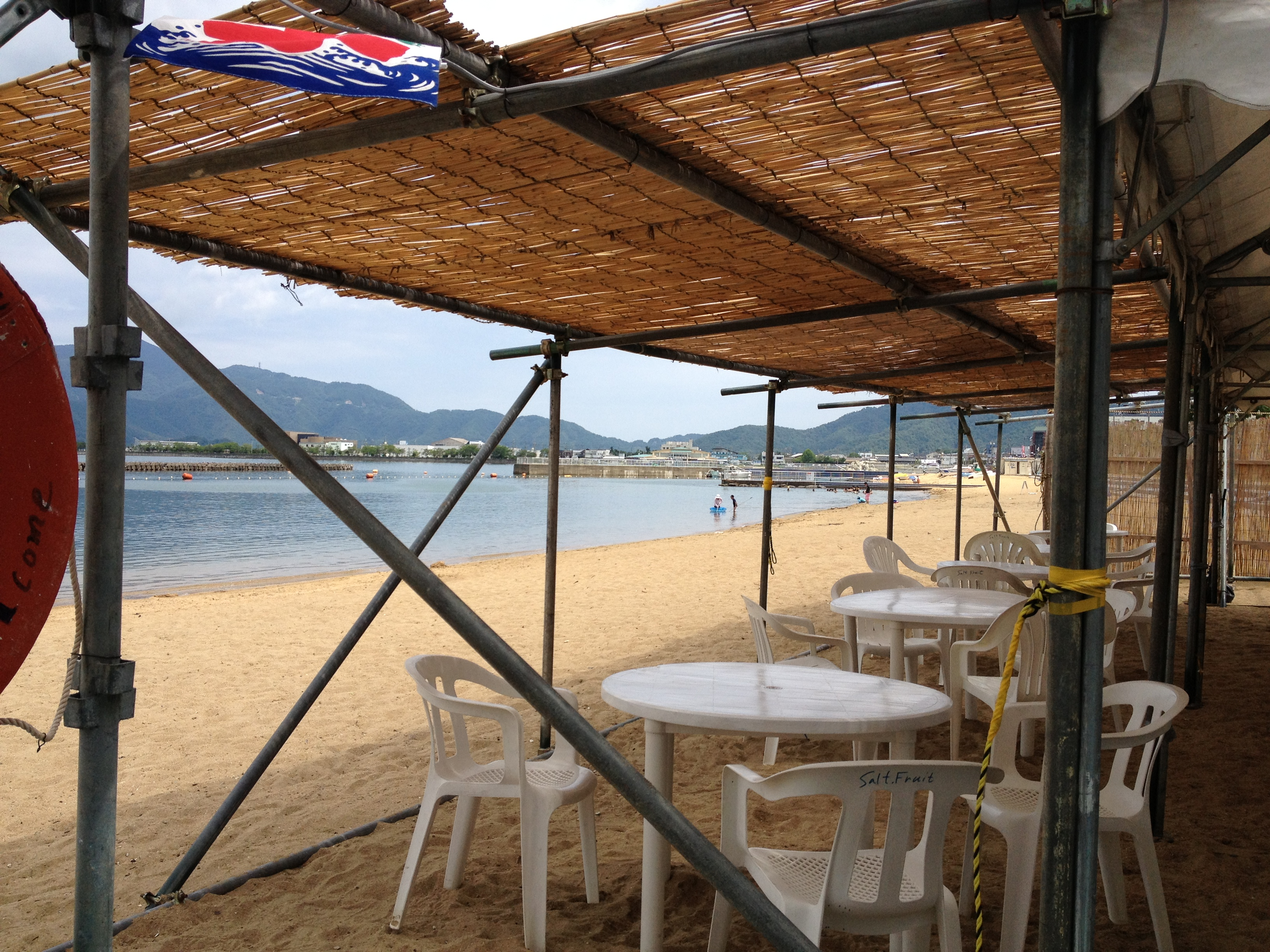
人魚の浜海水浴場の浜茶屋

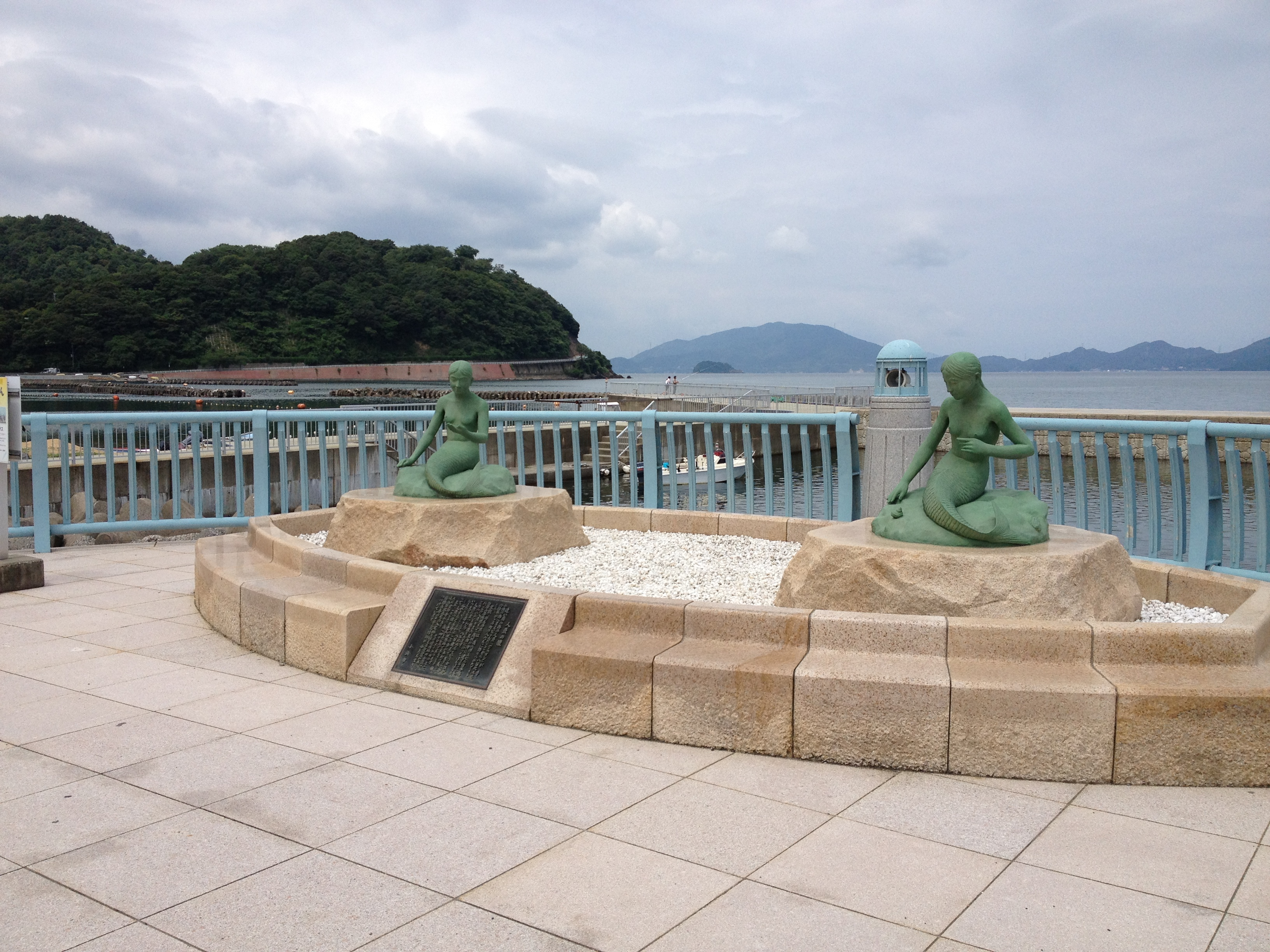
マーメイドテラス

小浜海浜公園（おばまかいひんこうえん）は福井県小浜市にある海浜公園。小浜公園とは異なる。

## 概要
1914年（大正3年）小浜市青井に開設し、1964年には国民宿舎小浜ロッジ完成。翌1965年、小浜市営ユースホステルが完成し青井崎海岸線（父子海岸）砂浜海岸から岩礁帯が遊歩道等で整備された。この父子海岸から国道27号に達するまでの福井県道235号加斗袖崎住吉線はパールラインと呼ばれている。

## 施設
- 人魚の浜海水浴場　- 八百姫伝説の人魚の像から西へ後瀬山のふもとの小浜ロッジ（国民宿舎）までの白砂海岸。
- 梅田雲浜像、佐久間勉像、
- 国民宿舎小浜ロッジ（2009年閉館）
- 小浜市営ユースホステル（1993年閉館）
- 遊歩道・展望台

## パールライン
フズリナや藻類等の化石の産出地であり、海岸は高さ20以上の海食崖や海食洞穴の間に小規模な砂浜が点在している。

## 拉致事件
- 1974年：小浜から上陸した北朝鮮工作員によって2児拉致事件発生[1]
- 1978年7月7日：北朝鮮工作員辛光洙によって男女2名が拉致される[2]

1. ↑  2児拉致事件は小浜が上陸ポイント工作船が頻繁に行き来 中日新聞 2007年4月14日付閲覧
2. ↑  北朝鮮による拉致事案について 警察庁

## 利用情報
- 入園自由
- 所在地 - 福井県小浜市小浜飛鳥および青井

## 交通アクセス
- 小浜線 小浜駅から車 5分

## 周辺情報
- 小浜港
- 小浜西組
- 空印寺
- 常高寺
- 後瀬山城